# Batasio procerus
Batasio procerus es una especie de pez de la familia Bagridae en el orden de los Siluriformes.

## Morfología
Los machos pueden llegar alcanzar los 11,4 cm de longitud total.

## Distribución geográfica
Se encuentra en la cuenca del río Irrawaddy al norte de Birmania.